# سیارک ۱۲۰۹۴۲
سیارک ۱۲۰۹۴۲ (به انگلیسی: 120942 Rendafuzhong، نامگذاری:1998TB18)۱۲۰۹۴۲مین سیارک کشف شده‌است که در ۰۱ اکتبر ۱۹۹۸ کشف شد.